# Listă de producători de film români
Aceasta este o listă de producători de film români:
- Andrei Blaier
- Andrei Boncea

- Anca Damian

- Hanno Höfer

- Ioana Joca

- Nicolae Mărgineanu (regizor)
- Cristian Mungiu

- Sergiu Nicolaescu

- Mihai Opriș

- Gheorghe Pîrîu
- Constantin Popescu
- Anca Puiu

- Mircea Sântimbreanu
- Millo Simulov

Producători de filme porno
- Zoltan Nagy [1][2]